# Nokere Koerse 2018
De 73e editie van de wielerwedstrijd Nokere Koerse, officieel Nokere Koerse-Danilith Classic, werd gehouden op 14 maart 2018. De start was in Deinze, de finish in de Nokere. De wedstrijd maakte deel uit van de UCI Europe Tour 2018, in de categorie 1.1. In 2017 won de Fransman Nacer Bouhanni. Deze editie werd gewonnen door de Nederlander Fabio Jakobsen.

## Uitslag
| Plaats  | Naam                | Ploeg                        | Tijd     |
| ------- | ------------------- | ---------------------------- | -------- |
| Winnaar | Fabio Jakobsen      | Quick-Step Floors            | 4u32'56" |
| 2       | Amaury Capiot       | Sport Vlaanderen-Baloise     | z.t.     |
| 3       | Hugo Hofstetter     | Cofidis                      | z.t.     |
| 4       | Roy Jans            | Cibel-Cebon                  | z.t.     |
| 5       | Andrew Fenn         | Aqua Blue Sport              | z.t.     |
| 6       | Baptiste Planckaert | Team Katjoesja Alpecin       | z.t.     |
| 7       | Zakkari Dempster    | Israel Cycling Academy       | z.t.     |
| 8       | Sean De Bie         | Veranda's Willems-Crelan     | z.t.     |
| 9       | Maxime Vantomme     | WB-Aqua Protect-Veranclassic | z.t.     |
| 10      | Kamil Gradek        | CCC Sprandi Polkowice        | z.t.     |

1944 · 1945 · 1946 · 1947 · 1948 · 1949 · 1950 · 1951 · 1952 · 1953 · 1954 · 1955 · 1956 · 1957 · 1958 · 1959 · 1960 · 1961 · 1962 · 1963 · 1964 · 1965 · 1966 · 1967 · 1968 · 1969 · 1970 · 1971 · 1972 · 1973 · 1974 · 1975 · 1976 · 1977 · 1978 · 1979 · 1980 · 1981 · 1982 · 1983 · 1984 · 1985 · 1986 · 1987 · 1988 · 1989 · 1990 · 1991 · 1992 · 1993 · 1994 · 1995 · 1996 · 1997 · 1998 · 1999 · 2000 · 2001 · 2002 · 2003 · 2004 · 2005 · 2006 · 2007 · 2008 · 2009 · 2010 · 2011 · 2012 · 2013 · 2014 · 2015 · 2016 · 2017 · 2018 · 2019 · 2020 · 2021 · 2022 · 2023 · 2024 · 2025
Lijst van beklimmingen